# Sargeant Cain
Sargeant Cain es una localidad de Trinidad y Tobago, que forma parte de la parroquia de St. Andrew.

## Geografía
La localidad abarca parte de la isla de Tobago y limita al norte con Mount Grace, al sur con Scarborough, al este con Calder Hall-Friendsfield y al oeste con Darrell Spring.

## Demografía
Datos demográficos de la localidad de Sargeant Cain:
| Gráfica de evolución demográfica de Sargeant Cain entre 2000 y 2011 |
|                                                                     |